# Petit-Goâve
Petit-Goâve (em crioulo, Tigwav), é uma comuna do Haiti, situada no departamento do Oeste e no arrondissement de Léogâne. De acordo com o censo de 2003, sua população total é de 117.504 habitantes.